# Vecinos invasores
Vecinos invasores (título original en inglés: Over the Hedge) es una película de animación 3D, dirigida por Tim Johnson y Karey Kirkpatrick. Es la primera película de DreamWorks Animation en ser distribuida por Paramount Pictures, que compró ciertos derechos a finales en 2005, luego del estreno de Wallace & Gromit: The Curse of the Were-Rabbit
La historia está basada en la historieta homónima de Michael Fry y T. Lewis.
Su estreno oficial en Estados Unidos fue el 19 de mayo de 2006. En España fue casi un mes más tarde, el 16 de junio. La película fue una de las más exitosas del año 2006 recaudando más de 300 millones a nivel mundial,[cita requerida] además de recibir críticas positivas con elogios a la animación, la fidelidad al libro, el guion, las actuaciones vocales, la dirección, la banda sonora y las canciones de Ben Folds.

## Argumento
Una noche, en Indiana, RJ el mapache intenta robar la comida que Vincent, un oso negro, almacenó para su hibernación. Vincent se despierta y atrapa a RJ, y la comida es destruida por una camioneta durante la confrontación. Vincent dice a RJ que lo cazará y se lo comerá si no reemplaza la comida para cuando la luna esté llena y termine su hibernación dentro de una semana.
Una familia de animales del bosque compuesta por la tortuga líder Verne, la hiperactiva ardilla roja estadounidense Hammy, el zorrillo rayado Stella, los puercoespines norteamericanos Lou y Penny y sus hijos Púas, Pincho y Agujín, y el padre e hija Ozzie y Heather, un par de zarigüeyas de Virginia, despierta de su hibernación el primer día de la primavera. Descubren que gran parte del bosque en el que vivían se ha convertido en una urbanización, que está separada del poco bosque que queda por un seto gigante. Los animales se preguntan cómo conseguirán suficiente comida para el próximo invierno. RJ se encuentra con ellos y los anima a atravesar el seto y robarles la comida a los humanos. A pesar de las preocupaciones de Verne, los animales se unen a RJ para robar y almacenar comida humana, sin saber que tiene la intención de dársela a Vincent y los usa para recuperarla más rápido. RJ tiene una página de un catálogo de supermercado, la cual utiliza como lista de artículos que debe conseguir. Gladys Sharp, la presidenta de la Asociación de Propietarios de Viviendas del vecindario, se da cuenta del problema de los animales y contrata al exterminador Daniel Montiel para deshacerse de ellos.
Verne intenta devolverles la comida a los humanos para evitar a Daniel, y cuando RJ intenta detenerlo, la comida termina destruida debido a un encuentro con el excitable perro Nugent. Verne intenta convencer a la familia de que no escuchen a RJ, pero sin darse cuenta insulta su inteligencia en el proceso, lo que hace que lo dejen y prefieran a RJ. Esa noche, Gladys hace que Daniel cubra su patio con trampas para animales, incluido un dispositivo de contrabando ilegal llamado Despellejador Turbo que convierte todo el patio en una trampa mortal cuando se activa.
Verne se disculpa con RJ por sus acciones y se reconcilia con los otros animales. La noche antes de que termine la hibernación de Vincent, RJ ve que Gladys ha comprado una enorme reserva de alimentos y solicita la ayuda de los animales para invadir su casa y robarla. Hammy desactiva con éxito el Despellejador Turbo, mientras Stella se hace pasar por un gato para seducir a Tiger, el gato persa de Gladys, y robar su collar que permite entrar a la casa por la puerta para mascotas. Los animales almacenan otro vagón lleno de comida, pero justo cuando están a punto de irse al amanecer, RJ ve una lata de papas fritas llamada Spuddies y se decide a conseguirlas ya que Vincent las solicitó específicamente. Mientras trata de justificar su esfuerzo por regresar y conseguir las papas fritas, RJ deja escapar su verdadera intención con la comida. Gladys baja las escaleras y encuentra a los animales, y RJ logra escapar con la comida. Los otros son atrapados por Daniel, quien se los lleva en su camión para sacrificarlos.
RJ le da la comida a Vincent como prometió, pero cuando ve que el camión del exterminador se aleja, se da cuenta de que ha cometido una terrible traición y que la familia que encontró en los animales del bosque es lo más valioso de su vida. RJ lanza el carro de comida a toda velocidad hacia el camión, noqueando a Daniel y liberando a los animales, pero enfureciendo a Vincent. Púas, Pincho y Agujín toman el control del camión y lo conducen de regreso a casa, y RJ se reúne con la familia después de que Verne convence a los demás de que lo perdonen por su engaño. Chocan el camión contra la casa de Gladys y regresan al seto, pero Vincent, Gladys y Daniel los acorralan desde ambos lados. RJ le da a Hammy una bebida energética, lo que hace que la ardilla sea lo suficientemente hiperactiva como para moverse a la velocidad de la luz, que usa para volver a encender el Despellejador Turbo y así Gladys y Daniel lo activen. RJ atrae a Vincent para que salte sobre el seto para atraparlo, pero se pone el caparazón de Verne que lo protege de las mandíbulas de Vincent y permite que Verne lo saque con un hilo de pescar. Vincent, Gladys y Daniel quedan atrapados en el Despellejador Turbo, lo que hace que sean atacados con radiación y atrapados en una jaula que queda en el cráter resultante.
Vincent es capturado por el control de animales y enviado a las Montañas Rocosas, mientras que Gladys es arrestada por poseer el ilegal Despellejador Turbo y Daniel es perseguido por el perro Nugent. RJ se une a la familia de las criaturas del bosque de forma permanente, así como también Tiger, quien sigue enamorado de Stella incluso después de enterarse de que es una mofeta, ya que él no tiene olfato. El almacenamiento de alimentos de los animales es repuesto rápidamente gracias a Hammy, quien finalmente encontró las nueces que almacenó antes del invierno anterior.
En una escena posterior a los créditos, RJ, Verne y los demás van a Chesterton, donde estaba RJ antes en la película, y les muestra lo que es una máquina expendedora. Toda la comida de la máquina sale, pero cuando RJ quiere sacar la comida por la escotilla, se atasca debido a la cantidad de comida que cayó en la máquina.

## Reparto
- Bruce Willis como RJ, un mapache solitario que, por deberle un montón de comida a un oso, incita a un grupo de animales a saquear las casas urbanas en busca de alimento.

- Garry Shandling como Verne, una tortuga terrestre y el líder del grupo, y el único que no está de acuerdo con las mañas de RJ. A lo largo de la película, se lo confunde varias veces como un anfibio, lo que hace que él corrija el comentario diciendo que es un reptil.

- Steve Carell como Hammy, una ardilla roja juguetona de 17 años. Es muy hiperactivo, y se mueve a gran velocidad. No le es fácil seguir órdenes y desarrolla predilecciones con facilidad.

- Wanda Sykes como Stella, una mofeta rayada hembra descarada y mal humorada, cuya principal amenaza al sentirse irritada es rociar su mal olor.

- William Shatner como Ozzie, un ejemplar macho de zarigüeya de Virginia. Es muy nervioso, y frecuentemente se hace el muerto, comportamiento característico de su especie.

- Avril Lavigne como Heather, la hija adolescente de Ozzie. A menudo se avergüenza por las muertes simuladas de su padre, el cual intenta que aprenda ese hábito. Es más amable que su padre.

- Catherine O'Hara como Penny, una hembra de puercoespín norteamericano, esposa de Lou y madre tres hijos pequeños. Sabe orientar y guiar a su familia y al resto de los recolectores.

- Eugene Levy como Lou, un puercoespín macho, esposo de Penny y padre de sus tres hijos. Es muy optimista y hablador.

- Nick Nolte como Vincent, un oso negro fiero y despiadado al cual RJ le roba una enorme cantidad de comida, razón por la que se desarrolla la trama de la película.

- Omid Djalili como Tiger, un gato persa citadino propiedad de Gladys, a quien Stella distrae como plan de sus compañeros mientras ellos se infiltran en su casa.

- Allison Janney como Gladys Sharp, presidenta de la asociación de propietarios de viviendas del vecindario, con una gran zoofobia hacia los animales salvajes. Hará lo que esté en sus manos por mantener la “paz y tranquilidad” en los suburbios.

- Thomas Haden Church como Dwayne, un exterminador de plagas contratado por Gladys. Reconoce muy bien a cada animal y su olor, maneja diferentes trampas (algunas de ellas ilegales), y en su afán de capturar animales incluso se confunde con objetos con su forma, como esculturas y pantuflas de conejo. Es una parodia de Terminator.

#### Doblaje
| Personaje         | Actor original Estados Unidos | Actor de doblaje México               | Actor de doblaje España |
| ----------------- | ----------------------------- | ------------------------------------- | ----------------------- |
| R.J               | Bruce Willis                  | Carlos Segundo                        | Michel Brown            |
| Verne             | Garry Shandling               | Humberto Vélez                        | Luis Merlo              |
| Hammy             | Steve Carell                  | José Antonio Macías                   | Eduard Soto             |
| Ozzie             | William Shatner               | César Árias                           | Juan Carlos Gustems     |
| Vincent           | Nick Nolte                    | Miguel Ángel Ghigliazza               | Juan Luis Galiardo      |
| Penny             | Catherine O'Hara              | Patricia Palestino                    | Isabel Ordaz            |
| Lou               | Eugene Levy                   | Jaime Vega                            | Pepón Nieto             |
| Stella            | Wanda Sykes                   | Laura Torres                          | María Moscardó          |
| Tiger             | Omid Djalili                  | Eduardo Giaccardi                     | Juan Fernández          |
| Heather           | Avril Lavigne                 | Carla Castañeda                       | Isabel Valls            |
| Spike             | Shane Baumel                  | Rodrigo Gutiérrez                     |                         |
| Bucky             | Sami Kirkpatrick              | Alexa Sotelo                          |                         |
| Quillo            | Madison Davenport             | Emilio Rafael Treviño                 |                         |
| Gladys            | Allison Janney                | Rebeca Patiño                         | Alba Sola               |
| Dwayne            | Thomas Haden Church           | Ricardo Hill                          | Domenech Farell         |
| Voces adicionales | ¿?                            | Ricardo Tejedo Mario Arvizu           | Lorenzo Beteta          |
| Voces adicionales | ¿?                            | Veronica Lopéz Treviño Dulce Guerrero | ¿?                      |
| Voces adicionales | ¿?                            | Esteban Silva Genaro Vásquez          | ¿?                      |

## Estrenos
| Filipinas           | Miércoles 17 de mayo de 2006       |
| Singapur            | Jueves 18 de mayo de 2006          |
| México              | Viernes 19 de mayo de 2006         |
| Malasia             | Viernes 19 de mayo de 2006         |
| Estados Unidos      | Viernes 19 de mayo de 2006         |
| Nepal               | Lunes 29 de mayo de 2006           |
| Corea del Sur       | Miércoles 31 de mayo de 2006       |
| Estonia             | Viernes 2 de junio de 2006         |
| Lituania            | Viernes 2 de junio de 2006         |
| Letonia             | Viernes 2 de junio de 2006         |
| Croacia             | Jueves 8 de junio de 2006          |
| Tailandia           | Jueves 8 de junio de 2006          |
| Australia           | Jueves 15 de junio de 2006         |
| República Checa     | Jueves 15 de junio de 2006         |
| España              | Viernes 16 de junio de 2006        |
| Kenia               | Lunes 19 de junio de 2006          |
| Hong Kong           | Jueves 29 de junio de 2006         |
| Israel              | Jueves 29 de junio de 2006         |
| Reino Unido         | Viernes 30 de junio de 2006        |
| Irlanda             | Viernes 30 de junio de 2006        |
| Francia             | Miércoles 5 de julio de 2006       |
| Países Bajos        | Miércoles 5 de julio de 2006       |
| Chile               | Jueves 6 de julio de 2006          |
| Alemania            | Jueves 6 de julio de 2006          |
| Hungría             | Jueves 6 de julio de 2006          |
| Austria             | Viernes 7 de julio de 2006         |
| Brasil              | Viernes 7 de julio de 2006         |
| Polonia             | Viernes 7 de julio de 2006         |
| Venezuela           | Viernes 7 de julio de 2006         |
| EAU                 | Miércoles 12 de julio de 2006      |
| Kuwait              | Miércoles 12 de julio de 2006      |
| Portugal            | Jueves 13 de julio de 2006         |
| Panamá              | Viernes 14 de julio de 2006        |
| Bélgica             | Miércoles 19 de julio de 2006      |
| Argentina           | Jueves 20 de julio de 2006         |
| Islandia            | Viernes 21 de julio de 2006        |
| Armenia             | Sábado 29 de julio de 2006         |
| Japón               | Sábado 5 de agosto de 2006         |
| República de China  | Miércoles 9 de agosto de 2006      |
| Turquía             | Viernes 25 de agosto de 2006       |
| Egipto              | Miércoles 13 de septiembre de 2006 |
| Eslovenia           | Jueves 21 de septiembre de 2006    |
| Finlandia           | Viernes 22 de septiembre de 2006   |
| Noruega             | Viernes 22 de septiembre de 2006   |
| Suecia              | Viernes 22 de septiembre de 2006   |
| Dinamarca           | Viernes 29 de septiembre de 2006   |
| Grecia              | Jueves 5 de octubre de 2006        |
| Moldavia            | Sábado 14 de octubre de 2006       |
| Italia              | Viernes 27 de octubre de 2006      |
| Chipre              | Lunes 30 de octubre de 2006        |
| Perú                | Martes 7 de noviembre de 2006      |
| Puerto Rico         | Viernes 10 de noviembre de 2006    |
| Liberia             | Viernes 29 de diciembre de 2006    |
| Macedonia del Norte | Sábado 30 de diciembre de 2006     |
| Paraguay            | Domingo 31 de diciembre de 2006    |
| Jamaica             | Jueves 4 de enero de 2007          |
| Uruguay             | Miércoles 10 de enero de 2007      |
| Bielorrusia         | Domingo 4 de febrero de 2007       |
| Argelia             | Viernes 16 de febrero de 2007      |

## Banda sonora
La banda sonora de este filme está compuesta por Rupert Gregson-Williams, hermano del reputado compositor Harry Gregson-Williams, mientras que los temas vocales son de Ben Folds.
Para los doblajes japonés y coreano de la película, BoA proporciona la voz de Heather la zarigüeya y canta los temas principales, "KEY OF HEART" para el lanzamiento japonés, y "People Say" para el lanzamiento coreano.